# 何世光
何世光（1886年—1974年12月6日），何東弟何福之子，何鴻燊之父。

## 生平
畢業於皇仁書院。曾任東華三院主席，沙宣洋行買辦、定例局議員。

## 纪念
香港大學於上世紀80年代建有何世光夫人體育中心（Flora Ho Sports Centre)，由兒子何鴻燊在生時捐款興建。該建築物中文名字出現何鴻燊父親何世光，英文名字出現何鴻燊母親 Flora Ho，有雙重記念意義。
何鴻燊於2020年去世，該建築物已於2023年拆卸。

## 家族
- 何福＝羅絮才（Lucy Rothwell）
  - 何世光＝冼興雲（Flora）[註 1]
    - 何鴻恩（Bertram，大爺）＝張氏簪（Cheung Sze Tsarm）
      - 何猷富
      - 何猷財

    - 何婉和（Mary，二姑娘）＝梁世華
    - 何鴻展（Ernest，三爺）＝May Ngan 、黃玉英（Diana） 、丁毓珠
      - 何猷剛＝鄭葵英
      - 何猷強＝黃岢鈺
      - 何猷威
      - 何翠屏

    - 何鴻威（John，四爺）＝杜白玉（Leontine）
      - 何猷倫＝黃小蓮

    - 何婉璋（Priscilla，五姑娘）＝謝德安（Andrew）[註 2]
      - 謝天祐
      - 謝天賜

    - 何婉文（Patricia，六姑娘）＝Julio Swing（離婚）
      - 孫鏡鴻（Diego Swing）
      - 孫鏡祺（Michael Swing）＝陳婉芳（離婚）

    - 何鴻韜（Joseph，七爺，死於二戰, 早逝）
    - 何婉鴻（Nanette，八姑娘，已歿）＝馮啟德（死於二戰, 早逝） 
      - 馮紹漣

    - 何鴻燊（Stanley，九爺, 已歿）＝黎婉華（Clementina Leitao，元配, 已歿）、藍瓊纓（Lucina，妾侍）、陳婉珍（Ina，三姨太）、梁安琪（Angela，四姨太）
      - 何超英（黎婉華所出）＝ 蕭百成（前夫）
        - 外孫女 蕭玟錚

      - 何猷光（Robert，已歿，黎婉華所出）＝蘇琪·波捷（已歿）
        - 何家華 = 前夫 Michael Anthony Iesu
          - Melanie
          - Michael

        - 何家文

      - 何超賢（Angela，黎婉華所出）＝ 丈夫 Peter Kjaer
        - 何家榮（Stanley）
        - 何家晴（Ariel）

      - 何超雄（Deborah，黎婉華所出）
      - 何超瓊（Pansy，藍瓊纓所出）＝許晉亨（離婚）
      - 何超鳳（Daisy，藍瓊纓所出）＝何志堅（離婚）
        - 何鍶珩（Beatrice）
        - 何倩珩（Gillian）

      - 何超蕸（Maisy，藍瓊纓所出）
      - 何超儀（Josie，藍瓊纓所出）＝陳子聰
      - 何猷龍（Lawrence，藍瓊纓所出）＝羅秀茵
        - 何開梓（Mia Shalotte）

      - 何超雲（Florinda，陳婉珍所出）
      - 何超蓮（Laurinda，陳婉珍所出）
      - 何猷啟（Orlando，陳婉珍所出）＝齊嬌（Gigi）
        - 何煦齡（Tittania）
        - 何煦鑫（Tylia）

      - 何超盈（Sabrina，梁安琪所出）＝辛奇隆
        - 辛阡覓（Audrey Rose）

      - 何猷亨（Arnaldo，梁安琪所出）
      - 何猷君（Mario，梁安琪所出）＝奚夢瑤
        - 何廣燊（Ronaldo）
        - Romee

      - 何超欣（Alice，梁安琪所出）

    - 何婉琪（Winnie，十姑娘，已歿）＝麥志偉（離婚）、 杜紹能
      - 麥慧貞（麥志偉所出）
      - 麥家興（麥志偉所出）
      - 麥舜銘（更名何東舜銘，與何鴻章私生）＝陳復生
      - 麥慧玉（與何鴻章私生）

    - 何婉婉（Susie，十一姑娘）＝葉德利
    - 何鴻端（早逝，十二爺）
    - 何婉穎（Louise，十三姑娘，已歿）＝莫季禧（Keith）

元配冼興雲（Flora Sinn），岳父冼德芬（Stephen Hall）。